# Satyrium anomalum
Satyrium anomalum är en orkidéart som beskrevs av Rudolf Schlechter. Satyrium anomalum ingår i släktet Satyrium och familjen orkidéer. Inga underarter finns listade i Catalogue of Life.